# Plataforma de superfície ExoMars 2018
la Plataforma de superfície ExoMars 2018 (oficialment en anglès ExoMars 2018 surface platform) és un mòdul de descens robòtic planejat com a part de la missió ExoMars en 2018 per l'Agència Espacial Europea (ESA) i l'Agència Espacial Federal Russa (Roscosmos).
El pla demana un vehicle de llançament de Rússia per lliurar una plataforma de superfície de fabricació russa, així com l'ExoMars rover sobre sòl marcià. Un cop aterrat sense problemes, la plataforma romandrà estacionària i s'iniciarà una missió d'un any terrestre per investigar la superfície del medi ambient en el lloc d'aterratge.
La nau espacial està previst el seu llançament en 2018 i aterrar a Mart a principis de 2019, però les dificultats financeres poden retardar el llançament a 2020.